# Der große Gatsby (1974)
Der große Gatsby (Originaltitel: The Great Gatsby) ist ein US-amerikanisches Filmdrama aus dem Jahr 1974. Regie führte Jack Clayton, das Drehbuch schrieb Francis Ford Coppola anhand des mehrmals verfilmten Romans Der große Gatsby von Francis Scott Fitzgerald aus dem Jahr 1925. Die Hauptrolle spielte Robert Redford.

## Handlung
Nick Carraway, ein junger Börsenmakler, zieht im Jahr 1922 von Minnesota nach Long Island. Er bewohnt ein kleines Haus in unmittelbarer Nachbarschaft einer grandiosen Villa, in der Jay Gatsby wohnt, ein geheimnisvoller, noch junger Millionär, der in seinem Anwesen mit großem Garten regelmäßig aufwendige Partys veranstaltet.
Auf der anderen Seite des Sounds lebt Carraways Cousine Daisy, die mit dem steinreichen Tom Buchanan eine unglückliche Ehe führt. Nick besucht sie regelmäßig und trifft dabei auch die attraktive Jordan Baker. Bei ihr rechnet sich der zurückhaltende junge Mann allerdings keine Chancen aus, da er nur über wenig Geld verfügt.
Nick wird von einem Diener Gatsbys zu einer Party eingeladen (auf diesen Partys tritt Gatsby kaum in Erscheinung) und lernt ihn dort kennen, nachdem ihn ein weiterer Diener zu Gatsby geführt hat. Obwohl diese erste Begegnung sehr sonderbar verläuft, freundet sich Nick mit ihm an. Carraway erfährt, dass der (vermutlich) aus einfachen Verhältnissen stammende Gatsby noch immer Carraways Cousine Daisy Buchanan liebt, mit der er früher zusammen war, bevor er als Offizier der US-Armee am Ersten Weltkrieg in Frankreich teilnahm. Danach ist Gatsby wohl mit Alkoholschmuggel vermögend geworden (wie Tom Buchanan meint). Die Partys hatte Gatsby in der Hoffnung veranstaltet, Daisy einmal wiederzusehen, bislang jedoch vergeblich.
Nick arrangiert ein Treffen von Gatsby und Daisy Buchanan, die zum Liebespaar werden. Daisy erfährt dabei auch, dass Gatsby jahrelang Zeitungsausschnitte über sie gesammelt hat. Daisy Buchanan lehnt es jedoch ab, ihren Ehemann zu verlassen.
Tom Buchanan, der selbst eine Geliebte hat – Myrtle Wilson, die Frau eines einfachen Tankstellenbesitzers –, ahnt bereits, dass zwischen Gatsby und seiner Frau eine Beziehung bestehen könnte.
An einem heißen Nachmittag fahren die fünf Bekannten, Nick, Jordan, Buchanan, Daisy und Gatsby in zwei Wagen nach New York. In einem Hotelzimmer in Manhattan kommt es zur Konfrontation: Gatsby und Buchanan drängen Daisy, sich zwischen ihnen zu entscheiden, woraufhin sie die Nerven verliert und aus dem Hotel flüchtet.
Gatsby läuft ihr nach, er und Daisy Buchanan fahren gemeinsam in Gatsbys gelbem Wagen nach Long Island zurück. Nick, Jordan und Buchanan fahren hinterher und kommen bei Wilsons Tankstelle vorbei; dort hat sich ein Unfall ereignet: Myrtle Wilson ist nach einer heftigen Auseinandersetzung mit ihrem Ehemann (der weiß, dass sie ihn betrügt, und in den Westen ziehen will) vor einen Wagen gelaufen und ums Leben gekommen. Wie sich herausstellt, war es Gatsbys Wagen. Daisy war am Steuer und ist in Panik weitergefahren. Gatsby will die Schuld aus Liebe zu Daisy auf sich nehmen. George Wilson geht bewaffnet zum Hause der Buchanans. Dort kann Tom Buchanan Wilson davon überzeugen, dass Gatsby der Fahrer des Wagens gewesen sei. Daisy, die wieder bei ihrem Mann ist, schweigt sich zum Sachverhalt aus.
Wilson sucht Gatsby auf, erschießt ihn in seinem Swimmingpool und begeht anschließend Selbstmord. Zu Gatsbys Beerdigung erscheint niemand außer Nick und Gatsbys Vater. Einige Zeit später trifft Nick noch einmal auf Daisy, von deren Gleichgültigkeit er tief enttäuscht und desillusioniert ist.
Nick teilt Jordan Baker mit, dass er in den Westen zurückgehen werde, da er für den Osten zu zart besaitet sei.

## Hintergründe
1925 schuf F. Scott Fitzgerald mit Der große Gatsby seinen berühmtesten Roman. Bereits 1926 (als heute verschollener Stummfilm mit Warner Baxter) sowie 1949 (als Schwarzweißfilm mit Alan Ladd) hatte es Verfilmungen von Fitzgeralds Werk gegeben. Aber erst in den 1950er- und 1960er-Jahren stieg Der große Gatsby, nachdem er zeitweise fast vergessen war, zu einem der großen Klassiker der amerikanischen Literatur auf. Daraufhin versuchten sich Autoren wie Truman Capote vergeblich an einer Drehbuch-Adaption der Geschichte. Erst Francis Ford Coppola, der kurz zuvor mit Der Pate einen Welterfolg gefeiert hatte, gelang es, ein werkgetreues und in seiner Länge Hollywood-gerechtes Drehbuch zu schreiben. Frances Scott Fitzgerald, die Tochter des Schriftstellers, wirkte beratend am Drehbuch mit und forderte unter anderem, Gatsby nicht in erster Linie als Gangster darzustellen.
Kaum weniger kompliziert gestaltete sich die Besetzung: Namen wie Warren Beatty und Jack Nicholson (für Gatsby), Natalie Wood, Julie Christie, Faye Dunaway und Candice Bergen (für Daisy) waren im Gespräch, bevor Robert Redford und Mia Farrow den Zuschlag erhielten. Während der Dreharbeiten war Farrow schwanger. Die damals sechsjährige Kinderdarstellerin Patsy Kensit, die über zehn Jahre später neben der Schauspielerei als Musikerin mit der Band Eighth Wonder bekannt wurde, war hier als Daisys Tochter in einer ihrer ersten Rollen zu sehen. Howard Da Silva, der in einer Nebenrolle den Gangster Wolfsheim verkörpert, hatte in der Gatsby-Verfilmung von 1949 den George Wilson gespielt.
Die Produktionskosten betrugen schätzungsweise 6,5 Millionen US-Dollar. Als Drehort für Gatsbys Anwesen fungierte das Anwesen Rosecliff in Rhode Island. Berühmterweise kam ein Teil der Männergarderobe im Film von Star-Designer Ralph Lauren, für den Großteil der Kostüme zeichnete jedoch die Kostümbildnerin Theoni V. Aldredge verantwortlich. Durch einen späten Produzentenwechsel musste sie innerhalb von zwei Wochen Hunderte Kostüme, die zu den 1920er-Jahren passten, generieren. Aldredge beschrieb Der große Gatsby daher später als den stressigsten Job ihrer Laufbahn, aber dieser brachte ihr am Ende den Oscar ein – Lauren wiederum war beleidigt, dass er gar nicht für die Oscars berücksichtigt wurde, da seine Mitwirkung am Film offenbar zu gering gewesen war. Alleine in den USA nahm der Film über 26 Millionen US-Dollar ein, womit er ein finanzieller Erfolg war.

## Kritiken
Die Kritiken zu dem mit Spannung erwarteten Film fielen meist enttäuscht aus. Bei Rotten Tomatoes fallen nur 39 % aller Kritiken positiv aus, der dortige Kritikerkonsens lautet, dass selbst talentierte Hauptdarsteller keine erfolgreiche Literaturverfilmung garantieren könnten.
Roger Ebert schrieb in der Chicago Sun-Times, er habe den Roman so verstanden, Gatsby sei trotz seiner kriminellen Vergangenheit ein „romantischer, naiver und heroischer“ Mann aus dem Mittleren Westen. Diese Botschaft komme im Film nicht rüber. Der Zuschauer verstehe nicht, was an der von Mia Farrow dargestellten „narzisstischen“ Daisy Buchanan besonders sein sollte. Das Drehbuch habe die Romanvorlage „geplündert“.
Jay Cocks meinte in der Time, dass der Film „buchstabengetreu“ mit Fitzgeralds Vorlage umgehe, aber ihren „Geist“ verfehle. Die zu große Ehrfurcht des Drehbuchs vor dem Roman führe zu einem „gestelzten, steifen Tonus“ des Filmes. Redford habe nicht die „scharfen Kanten“, die für Gatsby eigentlich nötig wären, spiele die Rolle aber intelligent und verkörpere „Gatsbys Unsicherheiten“ überraschend glaubwürdig. Hingegen sei Mia Farrow eine „Katastrophe“ und mache Daisy nur zu einer „manierten Kreatur“ mit „großen Augen und quietschender Stimme“, doch „Daisys Stärke, ihre Gier, oder wenigstens ihre Fröhlichkeit und ihren Charme“ bringe sie nie rüber. Jack Claytons Regie mache den größten Fehler, indem sie Der große Gatsby als eine Art „dandyhafte Elegie“ verstehe, etwa in minutenlangen unpointierten Darstellungen des Glanzes der Reichen und einer häufigen Weichzeichnung in der Kameraarbeit. Die scharfen sozialen Einsichten Fitzgeralds würden dabei verlorengehen.
Das Lexikon des internationalen Films schrieb, der Film sei künstlerisch ein „Misserfolg“. Seine Regie sei „schwerfällig, konventionell und ohne rhythmische Form“. Die Kostüme und die Kulissen verbreiteten „nostalgischen Glanz“, der jedoch der Romanvorlage nicht gerecht werde.
Zu einer positiven Bewertung kommt der Schriftsteller Tennessee Williams:

„Jack Clayton (hat) aus Der Große Gatsby einen Film gemacht […], der, meiner Meinung nach, sogar den Roman von F. Scott Fitzgerald übertrifft.“

## Auszeichnungen
- 1974: Douglas Slocombe gewann den British Society of Cinematographers Award.
- 1975: Theoni V. Aldredge gewann den Oscar für das Beste Kostümdesign.
- 1975: Nelson Riddle gewann den Oscar für die Beste Filmmusik.
- 1975: Karen Black gewann den Golden Globe Award als beste Nebendarstellerin.
- 1975: Bruce Dern und Sam Waterston wurden als beste Nebendarsteller für den Golden Globe nominiert.
- 1975: Sam Waterston wurden als bester Newcomer für den Golden Globe nominiert.
- 1975: John Box gewann den Britischen Filmpreis für das Beste Szenenbild.
- 1975: Douglas Slocombe gewann den Britischen Filmpreis für die beste Kameraarbeit.
- 1975: Theoni V. Aldredge gewann den Britischen Filmpreis für die besten Kostüme.